# Julia Ragnarsson
Julia Maria Ragnarsson (født 30. juli 1992) er en svensk skuespillerinde. Hun er datter af skuespiller Lars-Göran Ragnarsson og scenarreder Karin Ragnarsson. Hun studerede på Heleneholms Gymnasium i Malmö 2008-11. Hun medvirker i flere tv-serier og filmer som Maria Larssons evige øjeblik, Steppeulven, Stockholm Stories og Back to Bromma.
I 2016 spillede hun hovedrollen som Olivia Rönning i SVT-serien Springfloden.